# Koopa Troopa
Un Koopa és un personatge de videojocs creat per Nintendo. És un dels enemics més comuns de la saga Super Mario, a les ordres del seu rei Bowser i membre de l'anomenat Esquadró Koopa. Són una espècie de tortugues, però als diferents jocs de la saga han anat apareixent diferents ramificacions de l'original. Aquest fa 1,30 centímetres i pesa 65 quilograms, es diu que per fer aquest personatge es van agafar les mesures d'un noi de 17 anys que es diu Roosvelt Gómez, i que, segons el seu creador, era perfecte per fer el personatge. La seva primera aparició va ser al joc Mario Bros., on s'anomenava Shellcreeper.